# Plaissan
Plaissan (okzitanisch gleichlautend) ist ein südfranzösischer Ort und eine Gemeinde mit 1.610 Einwohnern (Stand: 1. Januar 2022) im Département Hérault in der Region Okzitanien. Die Gemeinde gehört zum Arrondissement Lodève und zum Kanton Gignac. Die Einwohner werden Plaissanais genannt.

## Lage
Plaissan liegt etwa 34 Kilometer nordöstlich von Béziers und etwa 28 Kilometer westsüdwestlich von Montpellier. An der südlichen Gemeindegrenze verläuft das Flüsschen Dardaillon. Umgeben wird Plaissan von den Nachbargemeinden Le Pouget im Norden, Vendémian im Norden und Osten, Aumelas im Osten und Südosten, Saint-Pargoire im Süden, Bélarga im Westen sowie Puilacher im Westen und Nordwesten.

## Bevölkerungsentwicklung
| Jahr                       | 1962 | 1968 | 1975 | 1982 | 1990 | 1999 | 2006 | 2017 |
| Einwohner                  | 692  | 641  | 543  | 597  | 616  | 642  | 876  | 1196 |
| Quellen: Cassini und INSEE |      |      |      |      |      |      |      |      |

## Sehenswürdigkeiten
- Westgotisches Grabmal
- Kapelle Saint-Mamert